# Acnodon oligacanthus
Acnodon oligacanthus är en fiskart som först beskrevs av Müller och Troschel, 1844.  Acnodon oligacanthus ingår i släktet Acnodon och familjen Characidae. Inga underarter finns listade i Catalogue of Life.

## Bildgalleri

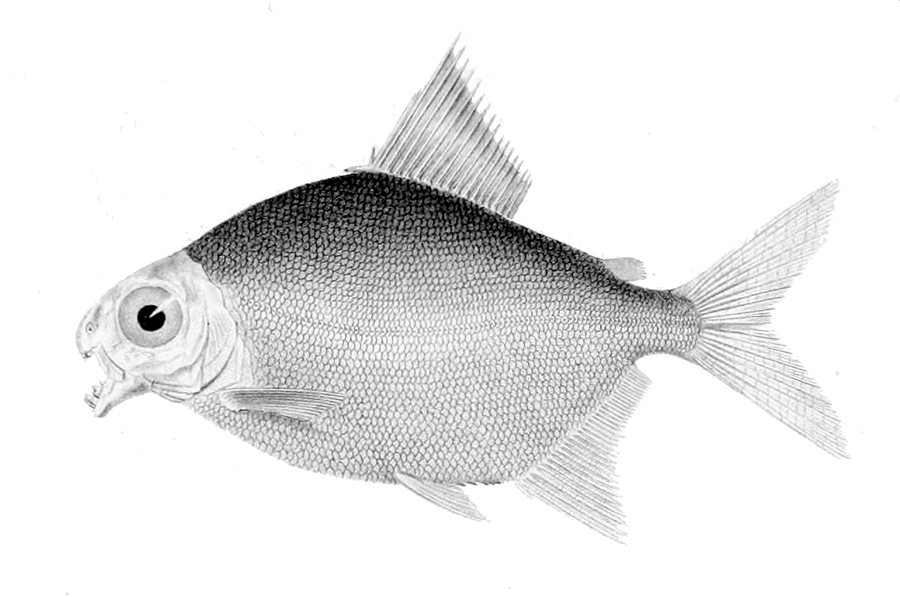